# Figeholm
Figeholm este o arie protejată (arie specială de conservare — SAC, sit de importanță comunitară — SCI) din Suedia întinsă pe o suprafață de 154,8 ha, integral pe uscat.

## Localizare
Centrul sitului Figeholm este situat la coordonatele 57°23′07″N 16°32′23″E / 57.3854°N 16.5397°E.

## Înființare
Situl Figeholm a fost declarat sit de importanță comunitară în aprilie 2003 pentru a proteja 1 specie de plante. Situl a fost protejat și ca arie specială de conservare în martie 2011.

## Biodiversitate
Situată în ecoregiunea boreală, aria protejată conține 6 habitate naturale: Pășuni din zone de pădure fino-scandinave, Păduri caducifoliate de mlaștină fino-scandinave, Păduri acidofile de stejar bătrân cu Quercus robur pe câmpii nisipoase, Păduri de stejar sau de stejar și carpen sub-atlantice și medio-europene de Carpinion betuli, Taiga vestică, Păduri caducifoliate bătrâne naturale hemiboreale fino-scandinave (Quercus, Tilia, Acer, Fraxinus sau Ulmus) bogate în specii epifite.
La baza desemnării sitului se află o specie protejată de  plante: Buxbaumia viridis.